# Лёгкая атлетика на Играх доброй воли 1986
Соревнования по лёгкой атлетике в рамках Игр доброй воли 1986 года прошли в Москве с 5 по 9 июля на Большой спортивной арене Центрального стадиона имени В. И. Ленина.

## Чемпионат СССР
В марафоне, спортивной ходьбе и многоборьях разыгрывались медали чемпионата СССР по лёгкой атлетике. В марафоне и ходьбе чемпионат был открытый, поэтому Белайне Денсамо стал чемпионом СССР, а победившая в семиборье с рекордом мира Джекки Джойнер — нет.

## Медалисты

### Мужчины
| Дисциплина                 | Золото                                                                    | Золото   | Серебро                                                                  | Серебро    | Бронза                                                                        | Бронза   |
| -------------------------- | ------------------------------------------------------------------------- | -------- | ------------------------------------------------------------------------ | ---------- | ----------------------------------------------------------------------------- | -------- |
| 100 м (9 июля)             | Бен Джонсон Канада                                                        | 9,95     | Чиди Имо Нигерия                                                         | 10,04 NR*  | Карл Льюис США                                                                | 10,06    |
| 200 м (7 июля)             | Флойд Хёрд США                                                            | 20,12    | Дуэйн Эванс США                                                          | 20,45      | Уоллас Спирмон США                                                            | 20,49    |
| 400 м (7 июля)             | Антонио Маккей США                                                        | 44,98    | Кларенс Дэниел США                                                       | 45,11      | Даррелл Робинсон США                                                          | 45,15    |
| 800 м (8 июля)             | Джонни Грей США                                                           | 1.46,52  | Стэнли Редуайн США                                                       | 1.46,89    | Сэмюэл Тироп {{Кения                                                          | 1.47,05  |
| 1500 м (8 июля)            | Павел Яковлев СССР                                                        | 3.39,96  | Игорь Лоторев СССР                                                       | 3.40,18    | Стив Скотт США                                                                | 3.40,31  |
| 5000 м (7 июля)            | Дуглас Падилья США                                                        | 13.46,67 | Терри Брам США                                                           | 13.47,11   | Евгений Игнатов Болгария                                                      | 13.47,17 |
| 10 000 м (9 июля)          | Домингуш Каштру Португалия                                                | 28.11,21 | Джерард Донаковски США                                                   | 28.11,87   | Дионизиу Каштру Португалия                                                    | 28.12,04 |
| Марафон (6 июля)           | Белайне Денсамо Эфиопия                                                   | 2:14.42  | Игорь Браславский СССР                                                   | 2:15.24    | Яков Толстиков СССР                                                           | 2:16.22  |
| 110 м с барьерами (6 июля) | Грег Фостер США                                                           | 13,25    | Андрей Прокофьев СССР                                                    | 13,28 =AR* | Кейт Толли США                                                                | 13,31    |
| 400 м с барьерами (9 июля) | Эдвин Мозес США                                                           | 47,94    | Александр Васильев СССР                                                  | 48,24      | Дэвид Патрик США                                                              | 48,59    |
| 3000 м стипль-чез (8 июля) | Хаген Мельцер ГДР                                                         | 8.23,06  | Хенри Марш США                                                           | 8.23,92    | Николай Матюшенко СССР                                                        | 8.25,73  |
| Эстафета 4×100 м (9 июля)  | США Ли Макрей Флойд Хёрд Харви Гланс Карл Льюис                           | 37,98    | СССР Александр Евгеньев Владимир Муравьёв Николай Юшманов Виктор Брызгин | 38,19 AR*  | СССР (юниоры) Александр Кутепов Роман Осипенко Дмитрий Бартенев Сергей Клёнов | 40,22    |
| Эстафета 4×400 м (8 июля)  | СССР Владимир Крылов Владимир Просин Владимир Володько Александр Курочкин | 3.01,25  | США Уолтер Маккой Кларенс Дэниел Дэнни Эверетт Даррелл Робинсон          | 3.01,47    | Кот-д’Ивуар · Джетенан Куадио · Акисси Кпиди · Рене Меледже · Габриэль Тиско  | 3.13,51  |
| Ходьба 20 км (7 июля)      | Алексей Першин СССР                                                       | 1:23.29  | Александр Бояршинов СССР                                                 | 1:23.36    | Евгений Мисюля СССР                                                           | 1:23.53  |
| Прыжок в высоту            | Даг Нордквист США                                                         |          | Игорь Паклин СССР                                                        |            | Сорин Матей Румыния                                                           |          |
| Прыжок с шестом            | Сергей Бубка СССР                                                         | 6,01 WR* | Родион Гатауллин СССР                                                    |            | Эрл Белл США                                                                  |          |
| Прыжок в длину             | Роберт Эммиян СССР                                                        | 8,61 AR* | Ларри Мирикс США                                                         |            | Сергей Лаевский СССР                                                          |          |
| Тройной прыжок             | Майк Конли [[США}]]                                                       |          | Христо Марков Болгария                                                   |            | Николай Мусиенко СССР                                                         |          |
| Толкание ядра              | Сергей Смирнов СССР                                                       |          | Сергей Гаврюшин СССР                                                     |            | Джон Бренер США                                                               |          |
| Метание диска              | Ромас Убартас СССР                                                        |          | Дмитрий Ковцун СССР                                                      |            | Кнут Элтнес Норвегия                                                          |          |
| Метание молота             | Юрий Седых СССР                                                           |          | Сергей Литвинов СССР                                                     |            | Беньяминас Вилуцкис СССР                                                      |          |
| Метание копья              | Том Петранофф США                                                         |          | Хейно Пуусте СССР                                                        |            | Сергей Гаврась СССР                                                           |          |
| Десятиборье                | Григорий Дегтярёв СССР                                                    |          | Александр Апайчев СССР                                                   |            | Алексей Лях СССР                                                              |          |

### Женщины
| Дисциплина                     | Золото                                                       | Золото   | Серебро                                                                | Серебро   | Бронза                                                                         | Бронза           |
| ------------------------------ | ------------------------------------------------------------ | -------- | ---------------------------------------------------------------------- | --------- | ------------------------------------------------------------------------------ | ---------------- |
| 100 м                          | Эвелин Эшфорд США                                            |          | Хайке Дрекслер ГДР                                                     |           | Эльвира Барбашина СССР                                                         |                  |
| 200 м                          | Пэм Маршалл США                                              |          | Эва Каспржик Польша                                                    | 22,13 NR* | Эльвира Барбашина СССР                                                         |                  |
| 400 м                          | Ольга Владыкина СССР                                         |          | Мария Пинигина СССР                                                    |           | Лилли Литервуд США                                                             |                  |
| 800 м                          | Любовь Гурина СССР                                           |          | Надежда Заболотнева СССР                                               |           | Митица Юнгиату Румыния                                                         |                  |
| 1500 м                         | Татьяна Самоленко СССР                                       |          | Равиля Аглетдинова СССР                                                |           | Светлана Китова СССР                                                           |                  |
| 3000 м                         | Мариана Станеску Румыния                                     |          | Светлана Ульмасова СССР                                                |           | Регина Чистякова СССР                                                          |                  |
| 5000 м                         | Ольга Бондаренко СССР                                        |          | Светлана Ульмасова СССР                                                |           | Синди Бремзер США                                                              |                  |
| Марафон                        | Надежда Гумерова СССР                                        |          | Ирина Богачёва СССР                                                    |           | Татьяна Гриднева СССР                                                          |                  |
| 100 м с барьерами              | Йорданка Донкова Болгария                                    |          | Корнелия Ошкенат ГДР                                                   |           | Гинка Загорчева Болгария                                                       |                  |
| 400 м с барьерами              | Марина Степанова СССР                                        |          | Кристиана Матей Румыния                                                |           | Эллен Фидлер ГДР                                                               |                  |
| Эстафета 4×100 метров (9 июля) | США Мишель Финн Дайан Уильямс Рэнди Гивенс Эвелин Эшфорд     | 42,12    | СССР Ольга Золотарёва Майя Азарашвили Ирина Слюсарь Эльвира Барбашина  | 42,27     | СССР (юниорки) Ольга Козакова Оксана Ковалёва Татьяна Чебыкина Ирина Привалова | DSQ              |
| Эстафета 4×400 метров          | США Чандра Чизборо Бренда Клиетт Дайан Диксон Лилли Литервуд |          | СССР Марина Степанова Мария Пинигина Людмила Джигалова Ольга Владыкина |           | только 2 команды                                                               | только 2 команды |
| Ходьба 10 км                   | Керри Саксби Австралия                                       |          | Пин Гуань КНР                                                          |           | Александра Григорьева СССР                                                     |                  |
| Прыжок в высоту                | Стефка Костадинова Болгария                                  |          | Ольга Турчак СССР                                                      |           | Светлана Исаева Болгария                                                       |                  |
| Прыжок в длину                 | Галина Чистякова СССР                                        |          | Елена Белевская СССР                                                   |           | Ирина Валюкевич СССР                                                           |                  |
| Толкание ядра                  | Наталья Лисовская СССР                                       |          | Наталья Ахрименко СССР                                                 |           | Михаэла Логин Румыния                                                          |                  |
| Метание диска                  | Цветанка Христова Болгария                                   |          | Мартина Хелльман ГДР                                                   |           | Диана Захсе ГДР                                                                |                  |
| Метание копья                  | Петра Фельке ГДР                                             |          | Ирина Костюченкова СССР                                                |           | Наталья Ермолович СССР                                                         |                  |
| Семиборье                      | Джекки Джойнер США                                           | 7148 WR* | Сибилла Тиле ГДР                                                       |           | Наталья Шубенкова СССР                                                         |                  |